# UnrealScript
UnrealScript（通常缩写为“UScript”）在虚幻引擎4发布之前是虚幻引擎的原生脚本语言，用于编写游戏代码和游戏玩法事件。该语言专为简单、高阶游戏编程而设计。UnrealScript解释器由虚幻引擎的作者蒂姆·斯維尼编写，他同时也是另一门更早的游戏脚本语言ZZT-oop的创造者。
与Java类似，UnrealScript是面向对象的，不支持多重继承（类都继承自一个公共Object类），并且类的定义均存储于与之同名的单独文件中。与Java不同的是，UnrealScript没有对原始类型提供面向对象的包装。介面特性仅在虚幻引擎3和少数虚幻引擎2游戏中受到支持。UnrealScript支持运算符重载；但除函数的可选参数特性外，不支持方法重载。
在2014年3月举办的游戏开发者大会上，Epic Games宣布虚幻引擎4将移除对UnrealScript的支持，改为使用C++。“蓝图视觉化编程”系统将让设计师得以进行可视化编程，取代早期的Kismet可视化脚本系统。
在虚幻引擎4开发过程中的一个关键时刻是，我们围绕我自己设计的沿用了三代的脚本语言UnrealScript展开了一系列辩论。我们要让UnrealScript在未来拥有竞争力，为此我们要做些什么。之后我们不断列出让UnrealScript升级换代后需要支持的功能，以及谁可能能实现这个功能。这份列表越来越长，越来越庞大。之后我们便开了一次会来整理这份列表，做出取舍，然后指定计划，然后——就在这时我说：“你们提出要添加进UnrealScript的这些功能C++已经都有了，那为什么不直接丢掉UnrealScript直接全面倒向C++呢？要知道，最大化性能，最大化可调试性，这些优势C++都能带给我们。”
 — 蒂姆·斯維尼，2017年在与Gamasutra的采访中